# Kanton Figari
Kanton Figari (francouzsky Canton de Figari) je francouzský kanton v departementu Corse-du-Sud v regionu Korsika. Tvoří ho 4 obce.

## Obce kantonu
- Figari
- Monacia-d'Aullène
- Pianotolli-Caldarello
- Sotta